# Bengalia gigas
Bengalia gigas este o specie de muște din genul Bengalia, familia Calliphoridae. A fost descrisă pentru prima dată de Macquart în anul 1846. Conform Catalogue of Life specia Bengalia gigas nu are subspecii cunoscute.